# Réseau de Transport d'Électricité

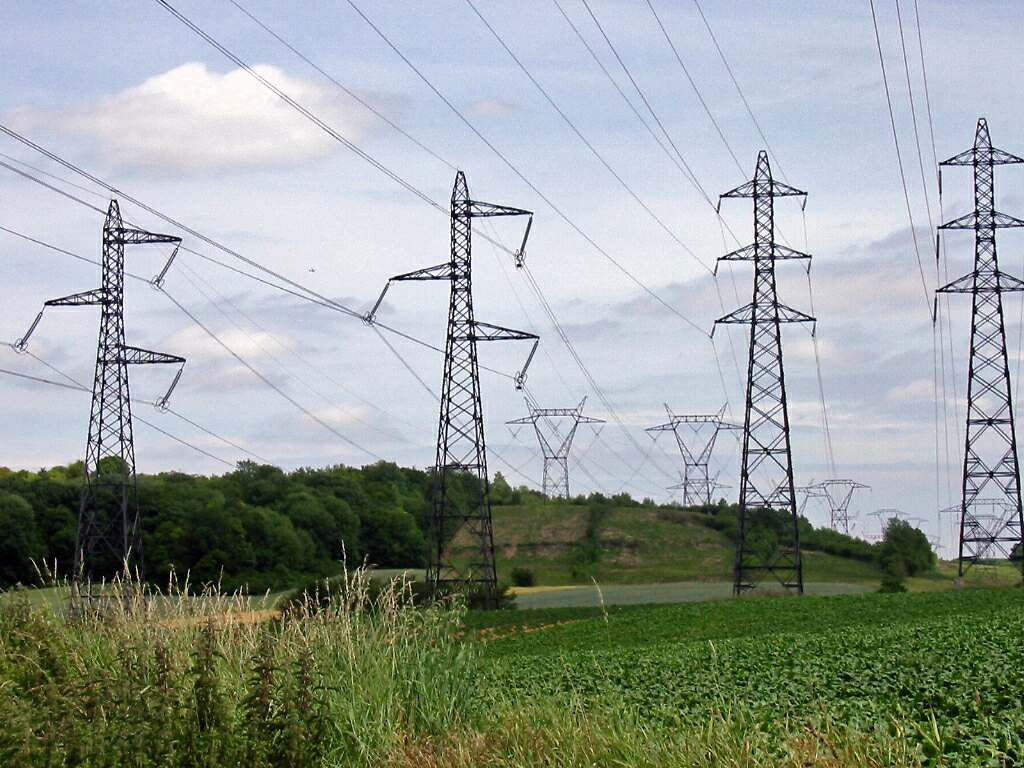
Hoogspanningslijn bij Sagy, Val-d'Oise

Réseau de Transport d'Électricité (Elektriciteitstransmissienetwerk), gewoonlijk RTE genoemd, is de transmissienetbeheerder van Frankrijk. Het is verantwoordelijk voor de werking, het onderhoud en de ontwikkeling van het Franse hoogspanningsnet, dat met ongeveer 100.000 kilometer het langste van Europa is. RTE is volledig in eigendom van EDF, dat op zijn beurt grotendeels in staatshanden is. RTE is een société anonyme, een Franse rechtsvorm voor een naamloze vennootschap.
In 2018 behaalde RTE een omzet van €4763 miljoen, waarvan €514 miljoen uit winst bestond. Het aantal werknemers in 2018 lag op 8878.
RTE beheert een open-dataportaal genaamd Open Data RTE, waardoor gegevens over het Franse elektriciteitsnet en -transport gebruikt kunnen worden voor publieke doeleinden.

## Geschiedenis
RTE werd opgericht als gevolg van Europese richtlijn No. 96/92/EC uit december 1996, die bepaalde dat minstens 26% van de elektriciteitsverkoop van de lidstaten moest openstaan voor mededinging. Dit werd in Frankrijk doorgevoerd in wetgeving in februari 2000. De richtlijn vereiste dat Frankrijk de elektriciteitsmarkt moest vrijmaken door het scheiden van opwek- en transportactiviteiten, wat tot dan toe geheel werd uitgevoerd door EDF. RTE werd opgericht in juli 2000 als een divisie van EDF, waarbij gelijke toegang tot de elektriciteitsmarkt alsook de leveringszekerheid en -kwaliteit werd gewaarborgd.
Verdere wettelijke besluiten in juli 2004 en augustus 2005 versterkten de juridische ontvlechting van RTE van EDF, waardoor RTE de status van naamloze vennootschap kreeg. Bovendien verwierf het zijn merkrecht op het bedrijfslogo en de naam Réseau de Transport d'Électricité.

## Regulering
Op de activiteiten van RTE wordt toegezien door de publieke toezichthouder Commission de régulation de l'énergie (CRE; Commissie voor Energieregulering). CRE is verplicht te controleren of RTE de toegang tot het hoogspanningsnetwerk faciliteert en of de elektriciteitsmarkt gereguleerd wordt terwijl het is opengesteld voor mededinging.

## Transmissienetwerk
Het transmissienetwerk van RTE kent hoogspanningsleidingen met voltages van 63kV, 90kV, 150kV, 225kV en 400kV. RTE beschouwt de 63- t/m 150kV-netwerken als hoogspanning en de 225- en 400kV-netwerken als extra-hoogspanning. Eind 2006 was er 99.676 kilometer aan (extra)hoogspanningsverbindingen die 2490 onderstations met elkaar verbonden. Het grootste deel van het transmissienetwerk (77.544 kilometer) bestaat uit bovengrondse elektriciteitslijnen. Slechts 3.258 kilometer bestaat uit ondergrondse kabelverbindingen. In overeenstemming met de rest van Europa ligt de netfrequentie op 50Hz.

## Vraag en handel
De vraagpiek op de Franse elektriciteitsmarkt treedt op in de winter; in 2007 was dit 88.960 GW. De jaarlijkse elektriciteitsproductie bedroeg 544,7 TWh, opgewekt uit een geïnstalleerde capaciteit van 108.319 GW. Hiervan was bijna 60% nucleair.
Het netwerk van RTE is verbonden met de transmissienetwerken van de meeste van Frankrijks buurlanden. Er zijn 44 hoogspanningsinterconnectoren met Spanje, Italië, Zwitserland, Duitsland, België en het Verenigd Koninkrijk, waarvan de laatste een onderzeese hoogspanningsgelijkstroomkabel betreft.